# Pedro Leopoldo
Pedro Leopoldo est une municipalité brésilienne de l'État du Minas Gerais et la microrégion de Belo Horizonte.

## Personnalités liées à la commune
- Raul Gustavo (1999-), footballeur brésilien né à Pedro Leopoldo.